# Ippik
Ippik [ˈipːik] (nach alter Rechtschreibung Igpik) ist eine wüst gefallene grönländische Siedlung im Distrikt Nanortalik in der Kommune Kujalleq.

## Lage
Ippik liegt an der Südküste der gleichnamigen Halbinsel, die den kleineren Nordteil der Insel Uunartoq bildet. Der nächstgelegene Ort ist Ammassivik 10 km nördlich.

## Geschichte
Ippik war bereits vor 1845 bewohnt. Der Ort gehörte ursprünglich zur Herrnhuter Brüdergemeine. Ab 1911 war der Wohnplatz ein Teil der Gemeinde Sydprøven.
1919 gab es 33 Bewohner, die in sechs Häusern lebten. Unter ihnen waren vier Jäger, zwei Fischer und ein Katechet. Die Bewohner lebten größtenteils von der Fischerei und jagten Seehunde und Füchse.
Vermutlich in den 1950er Jahren wurde Ippik verlassen und anschließend nur noch einige Jahre als Schäfersiedlung genutzt. 1951 hatte Ippik 21 Einwohner, 1960 14 und 1965 11. Zwei Schäfer besaßen 1966 nur gut 100 Schafe. 1968 lebten noch zehn Personen in Ippik.